# Április 4.
Április 4. az év 94. (szökőévben 95.) napja a Gergely-naptár szerint. Az évből még 271 nap van hátra.
Névnapok: Izidor + Izor, Kerény, Platina, Platón

## Események

### Politikai események

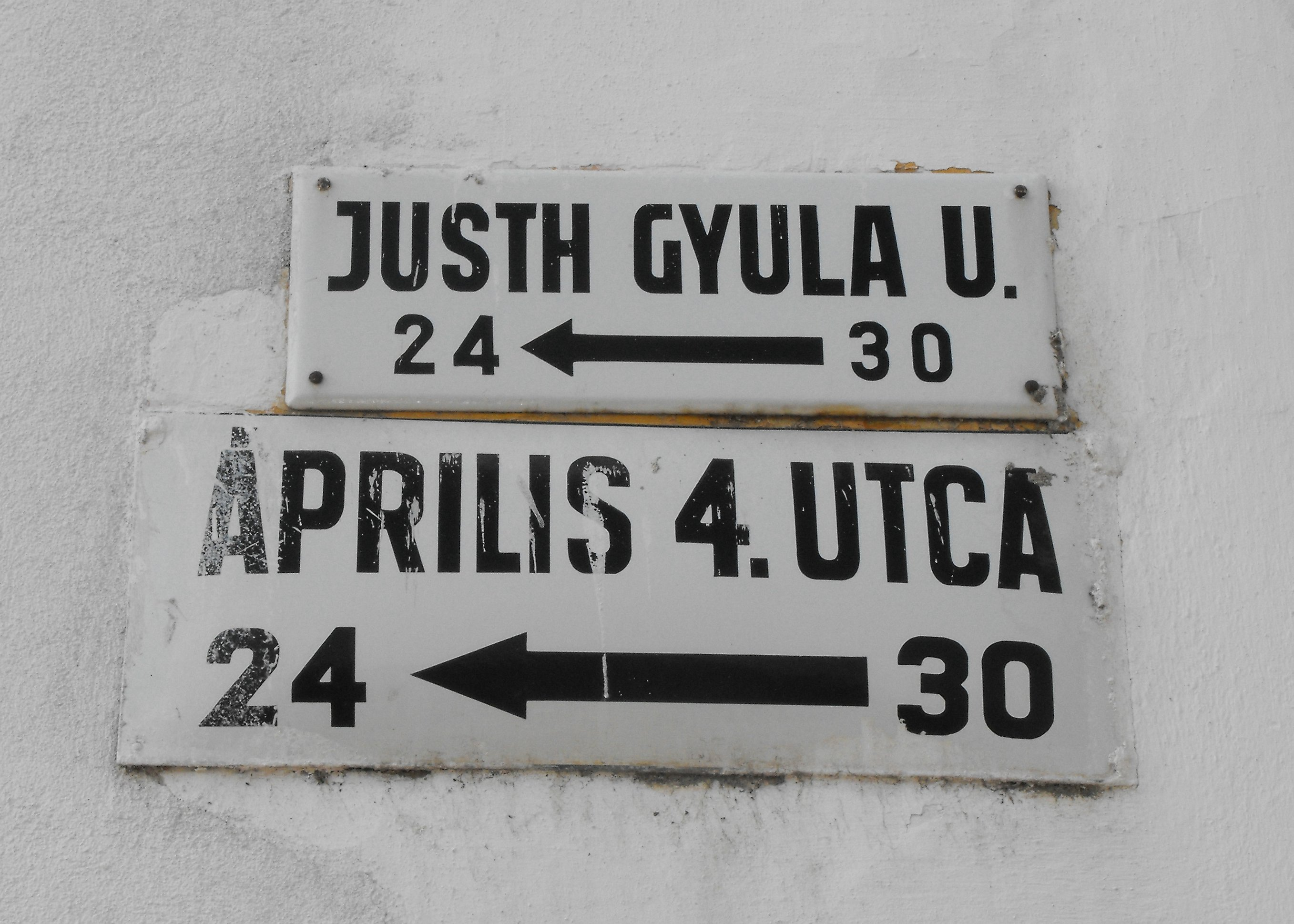
Utcanévtáblák Makón. Az eredetileg Justh Gyula függetlenségpárti országgyűlési képviselő nevét viselő utcát Kiss Imre kommunista polgármester indítványára április 4-e után nevezték el, hogy emlékeztessen Magyarország felszabadításának napjára. Az utca az eredeti nevét a rendszerváltás után kapta vissza

- 0896 – VI. Bonifác pápa megválasztása.
- 1297 – VIII. Bonifác pápa megalapítja Szardínia és Korzika Királyságát, ennek birtokába Aragónia uralkodóit helyezi.
- 1507 – Luther Mártont áldozópappá szentelik fel. (Első miséjét május 2-án, kantate vasárnapján tartja.)[1]
- 1541 – Mehmed szendrői bég visszavonul az osztrák–magyar–cseh sereg elől (Pest ostroma (1541)).
- 1543 – A szekszárdi csata: végvári katonák megtizedelik a szekszárdi törököket, Dunaszekcsőnél azonban már vereséget szenvednek.
- 1588 – II. Frigyes halála után 11 éves fia, IV. Keresztély lesz Dánia és Norvégia királya, valamint Schleswig és Holstein hercege
- 1849 – A tápióbicskei csatában Damjanich tábornok hadteste legyőzi Jellasics császári tábornagy csapatait.
- 1860 – Forinyák Géza temetése. Habsburg-ellenes tüntetés Pest–Budán.
- 1945 – Magyarországnak a szovjet Vörös Hadsereg által a német megszállás alól történt „felszabadítása” (1990-ig hivatalos állami ünnepnap), politikamentes megfogalmazásban: a harci cselekmények befejezése.
- 1949 – Az észak-atlanti szerződés (NATO) aláírása Washingtonban.
- 1961 – A Tóth Lajos vezérőrnagy, megbízott vezérkari főnök vezényelte katonai díszszemlén első alkalommal mutatják be a honvédség új légvédelmi rakétáit és a MiG–19 PM szuperszonikus vadászrepülőgép-raj 3 repülőgépét.
- 1968 – Martin Luther King merénylet áldozatául esik Memphisben (Tennessee állam).
- 2006 – A kuvaiti nők első alkalommal vehetnek részt az (évközi) választásokon (szavazhatnak is, indulhatnak jelöltként is).
- 2008 – Sólyom László köztársasági elnök meghívására Magyarországra érkezik Hámid Karzai afgán elnök, aki találkozik Gyurcsány Ferenc miniszterelnökkel, illetve a Külügyminisztérium és a Honvédelmi Minisztérium vezetőivel.
- 2012 – Szlovákiában megalakul a Robert Fico vezette új kabinet.[2]
- 2017 – A magyar Országgyűlés elfogadja a lex CEU-t, a felsőoktatási törvény egy sok vitát kiváltó módosítását.
- 2023 – Finnország csatlakozik a NATO-hoz.

### Tudományos és gazdasági események
- 1581 – Francis Drake angol kalóz („privateer”) kapitány körülhajózza a Földet, ezért I. Erzsébet királynő lovagi címmel jutalmazza.
- 1784 – Kőrösi Csoma Sándor keresztelésének dátuma. Pontos születési időpontját nem ismerjük.
- 1972 – Ausztriában megkezdődik a Zwentendorfi atomerőmű építése.
- 1973 – Átadják a Világkereskedelmi Központot (World Trade Centert) New Yorkban
- 1973 – Átadják a Pécsi tévétornyot
- 1983 – Első útjára indul az amerikai Challenger űrrepülőgép.

### Kulturális események

#### Irodalmi, színházi és filmes események
- 1968 – Ekkor mutatta be a Magyar Televízió az első színes filmet Magyarországon. (A koppányi aga testamentuma című filmet).

### Sportesemények
Formula–1
- 1982 –  amerikai nagydíj – Nyugat, Long Beach – Győztes: Niki Lauda  (McLaren Ford)
- 2004 –  bahreini nagydíj, Sakhir – Győztes: Michael Schumacher  (Ferrari)
- 2010 –  maláj nagydíj, Sepang – Győztes: Sebastian Vettel  (Red Bull Racing Renault)

### Egyéb események
- 1970 – Megdőlt a korábbi országos hőmérsékleti rekord, amikor is a legalacsonyabb hőmérséklet -6 fok alatt volt Kékes-tetőn.
- 1985 – Magyar állami ünnepségen először jelennek meg a történelmi zászlók.
- 2015 – Megdőlt a legalacsonyabb éjszakai hőmérsékleti rekord, amikor is -7 fokot mértek a Nógrád megyei Zabaron.[3]

## Születések
- 1817 – Schneider Antal orvos, honvéd ezredes († 1897)
- 1823 – Szende Béla honvéd százados, politikus, honvédelmi miniszter († 1882)
- 1853 – Zipernowsky Károly feltaláló, gépészmérnök, a magyar erősáramú elektrotechnikai ipar megalapítója († 1942)
- 1873 – Peidl Gyula magyar politikus, miniszterelnök († 1943)
- 1883 – Juhász Gyula magyar költő († 1937)
- 1887 – Palóczi Edgár kultúrtörténész, tanár († 1944)
- 1905 – Pálfi Ferenc magyar színész († 2001)
- 1915 – Muddy Waters (er. McKinley Morganfield), amerikai blues-zenész († 1983)
- 1922 – Elmer Bernstein Oscar-díjas amerikai zeneszerző († 2004)
- 1924 – Bob Christie (Robert Christie) amerikai autóversenyző († 2009)
- 1925 – Spira György magyar történész († 2007)
- 1928 – Maya Angelou amerikai író és költő († 2014)
- 1928 – Balázs Sándor erdélyi magyar filozófus († 2022)
- 1928 – Bud Tinglestad amerikai autóversenyző († 1981)
- 1928 – Szilágyi Eta magyar színésznő († 1986)
- 1930 – Simai Mihály közgazdász, az MTA tagja
- 1931 – Hacser Józsa kétszeres Jászai Mari-díjas magyar színésznő († 2014)
- 1932 – Anthony Perkins Golden Globe-díjas amerikai színész („Psycho”) († 1992)
- 1932 – Andrej Arszenyjevics Tarkovszkij szovjet-orosz filmrendező († 1986)
- 1933 – Kanizsa Tivadar kétszeres olimpiai bajnok vízilabdázó († 1975)
- 1937 – Portisch Lajos olimpiai bajnok magyar sakkozó, a nemzet sportolója
- 1939 – Katona Mari magyar modell, manöken
- 1940 – Dick Attwood (Richard Attwood) brit autóversenyző
- 1943 – Nagy Zoltán Aase-díjas magyar színész († 2021)
- 1944 – Craig T. Nelson amerikai színész („Poltergeist”)
- 1944 – Chikán Attila magyar közgazdász, egyetemi tanár, a Magyar Tudományos Akadémia levelező tagja
- 1946 – Spiró György Kossuth-díjas magyar író, költő, irodalomtörténész, műfordító
- 1950 – Bangó Margit Kossuth-díjas magyar énekesnő
- 1951 – Sára Bernadette Jászai Mari-díjas magyar színésznő, a Kecskeméti Katona József Nemzeti Színház örökös tagja
- 1952 – Cherie Lunghi olasz-angol színésznő (Guinevere az „Excalibur”-ban)
- 1952 – Gary Moore északír gitáros, énekes-dalszerző († 2011)
- 1958 – Christian Danner német autóversenyző
- 1960 – Hugo Weaving ausztrál színész
- 1965 – Robert Downey Jr. Oscar-díjas és háromszoros Golden Globe-díjas amerikai színész
- 1969 – Piotr Anderszewski lengyel–magyar zongoraművész
- 1972 – Bastian Pastewka német színész, komikus
- 1973 – Varga Izabella magyar színésznő
- 1979 – Heath Ledger Oscar-díjas ausztrál színész († 2008)
- 1980 – Björn Wirdheim (Björn Karl Mikael Wirdheim) svéd autóversenyző
- 1983 – Paolo Pizzo, olasz párbajtőrvívó
- 1984 – Arkagyij Vjatcsanin orosz úszó
- 1988 – Nadine Keßler német női labdarúgó
- 1989 – Luiz Razia (Luiz Tadeu Razia Filho) brazil autóversenyző
- 1989 – Simon Zoltán magyar színész
- 1989 – Božidar Radošević horvát labdarúgókapus
- 1990 – Furkan Andıç török színész
- 1991 – Sipeki Flóra magyar kézilabdakapus, korábban korosztályos válogatott
- 1996 – Gustav Schmidt német színész

## Halálozások
- 0397 – Szent Ambrus püspök, egyházatya (* 340 körül)
- 0896 – Formózusz pápa (* 816 körül)
- 1774 – Oliver Goldsmith angol író (* 1730)
- 1807 – Joseph Jérôme Lefrançais de Lalande francia csillagász (* 1732)
- 1841 – William Henry Harrison, az Amerikai Egyesült Államok 9. elnöke, hivatalban 1841-ben (* 1773)
- 1871 – Peter von Hess német festő (* 1792)
- 1919 – Óváry Lipót történész, levéltáros, az MTA tagja (* 1833)
- 1929 – Karl Benz német mérnök, a modern gépjárműtechnika egyik úttörője (* 1844)
- 1931 – André Michelin francia gyáros, (* 1853)
- 1932 – Wilhelm Ostwald balti-német származású, lett születésű Nobel-díjas kémikus (* 1853)
- 1932 – Ottokar Czernin gróf, cseh főrend, osztrák–magyar politikus, diplomata, külügyminiszter (* 1872)
- 1959 – George Amick amerikai autóversenyző (* 1924)
- 1966 – Alfred Naujocks német nemzetiszocialista titkosügynök, az SD bérgyilkosa (* 1911)
- 1966 – Jimmy Daywalt (James Daywalt) amerikai autóversenyző (* 1924)
- 1968 – Martin Luther King Jr. amerikai polgárjogi vezető, Nobel-békedíjas (* 1929)
- 1972 – Fenyő Miksa újságíró, a Nyugat című folyóirat alapítója, szerkesztője (* 1877)
- 1975 – Edith Rosenbaum divattervező, a Titanic első osztályú és megmenekült utasa (* 1879)
- 1978 – Krémer Ferenc magyar színész, rendező, színigazgató, újságíró, a Színművészeti Kamara alelnöke (* 1903)
- 1979 – Mesterházi Lajos Kossuth- és háromszoros József Attila-díjas magyar író (* 1916)
- 1983 – Gloria Swanson amerikai színésznő (* 1899)
- 1986 – Kaszab Zoltán entomológus, talajbiológus, az MTA tagja, 1970–1985 között a Magyar Természettudományi Múzeum főigazgatója (* 1915)
- 1990 – Vermes Miklós Kossuth-díjas középiskolai fizika-, kémia- és matematikatanár, kiváló tankönyvíró és kísérletező (* 1905)
- 1993 – Alfred Mosher Butts, a Scrabble játék feltalálója (* 1899)
- 1996 – Perczel Zita magyar színésznő, filmszínésznő (* 1918)
- 2008 – Horváth Lajos a Magyar Rádió bemondója, újságíró (* 1933)
- 2011 – Scott Columbus amerikai zenész, a Manowar együttes dobosa (* 1956)
- 2014 – Szabó Gyula Kossuth- és kétszeres Jászai Mari-díjas színművész, a nemzet színésze (* 1930)
- 2021 – Johannesz Zsuzsa a Magyar Rádió bemondója, műsorvezető (* 1947)
- 2024 – Ferge Zsuzsa Széchenyi-díjas magyar szociológus, egyetemi tanár (* 1931)

## Nemzeti ünnepek, emléknapok, világnapok
- 1950–1989 között „Felszabadulás ünnepe” néven állami ünnepnap Magyarországon
- 2002 óta a patkányok világnapja (World Rat Day).
- Szent Gaetano Catanoso atya emléknapja a római katolikus egyházban
- NATO-nap
- Nemzeti C-vitamin nap az Egyesült Államokban